# Ганиев, Мунир Миргалимович
Мунир Миргалимович Ганиев (14 марта 1940 года, село Сайраново, Башкирская АССР) — агроном

, кандидат биологических наук (1967), профессор (1999). Заслуженный работник сельского хозяйства Республики Башкортостан (1999), отличник высшей школы СССР (1990).

## Биография
В 1962 году окончил Башкирский сельскохозяйственный институт. В 1962—1964 годы работал агрономом по защите растений в управлениях сельского хозяйства Кугарчинского и Зианчуринского районов. Одновременно в 1964 окончил Ленинградский сельскохозяйственный институт.
С 1967—2015 годы работал в Башкирском аграрном университете (в 1999—2015 — заведующий кафедрой защиты растений и биотехнологии).

## Научная деятельность
В 1967 году защитил кандидатскую диссертацию.
Основные направления исследований:
- фитосанитарное состояние посевов полевых культур,
- эффективность применения пестицидов и биопрепаратов.

Анализировал пестицидную нагрузку на экосистемы посевов по сельскохозяйственным зонам Башкирии. Рекомендации по интегрированной защите озимой ржи, яровой пшеницы от вредителей и болезней разработаны и внедрены в сельскохозяйственное производство Башкирии.
Автор свыше 200 научных трудов. Является автором ряда статей в «Краткой энциклопедии Башкортостана» и многотомной «Энциклопедии Республики Башкортостан».

### Избранные труды
- Ганиев М. М. Основы агрономической токсикологии / Акад. наук Респ. Башкортостан. Отд-ние с.-х. наук, Башк. гос. аграр. ун-т. — Уфа : Гилем, 1998. — 81 с.
- Ганиев М. М. Оценка фитосанитарного состояния агроэкосистем : учеб. пособие. — Уфа : БГАУ, 2008. — 236 с.
- Ганиев М. М. Приемы химической иммунизации сахарной свеклы и десорбционно-газовой дезинфекции почвы в борьбе с корнеедом : Автореф. дис. … канд. биол. наук / Харьк. с.-х. ин-т им. В. В. Докучаева. — Харьков, 1967. — 21 с.
- Ганиев М. М. Сборник тестовых заданий и задач по фитопатологии : [учеб. пособие] : специальность 250201 Лесной и лесопарковое хозяйство. — Уфа : Изд-во Башкирского гос. аграрного ун-та, 2006. — 144 с. — (Учебное пособие).
- Ганиев М. М., Недорезков В. Д. Защита овощей от болезней и вредителей : справочник огородника. — М. : Колос, 2005. — 181 с.
- Ганиев М. М., Недорезков В. Д. Защита плодовых и ягодных культур : Учеб. пособие : Для студентов вузов, обучающихся по агр. спец. — Уфа : Изд-во Башк. гос. аграр. ун-та, 2001. — 438 с. — (Учебники и учебные пособия для высших учебных заведений).
- Ганиев М. М., Недорезков В. Д. Защита полевых культур от вредителей и болезней : [справочник]. — Уфа : БГАУ, 2008. — 243 с.
- Ганиев М. М., Недорезков В. Д. Защита сада в личных подсобных хозяйствах. — М. : Колос, 2005. — 187 с.
- Ганиев М. М., Недорезков В. Д. Сборник тестовых заданий и задач по защите растений : учеб. пособие для студентов с.-х. вузов, обучающихся по направлениям и специальностям агрономического образования. — Уфа : Изд-во Башкирского гос. аграрного ун-та, 2006. — 279+3 с.
- Ганиев М. М., Недорезков В. Д. Химическая защита растений : Учеб. пособие для студентов вузов по агрон. специальностям / Под ред. М. М. Ганиева. — 2-е изд., перераб. и доп. — Уфа : Изд-во Башк. гос. аграр. ун-та, 2002. — 391 с. — (Учебники и учебные пособия для высших учебных заведений).
- Ганиев М. М., Недорезков В. Д. Химические средства защиты растений : по агрономическим специальностям. — М. : КолосС, 2006. — 247 с. — (Учебники и учебные пособия для студентов высших учебных заведений). — (Учебник).
  -  — 2-е изд., перераб. и доп. — СПб. [и др.] : Лань, 2013. — 399 с. — (Учебники для вузов . Специальная литература).
  -  — 3-е изд., перераб. и доп. — Уфа : Изд-во Башкирского гос. аграрного ун-та, 2006. — 318 с. ; 21 см. — (Учебники и учебные пособия для высших учебных заведений).
- Ганиев М. М., Недорезков В. Д., Ганиев Р. М. Защита овощных культур : Учеб. пособие для студентов вузов по агрон. специальностям. — Уфа : Изд-во Башк. гос. аграр. ун-та, 2001. — 414 с. — (Учебники и учебные пособия для высших учебных заведений).
- Ганиев М. М., Недорезков В. Д., Ганиев Р. М. Защита полевых культур : Учеб. пособие для студентов вузов по агр. спец. — 2-е изд., перераб. и доп. — Уфа : Изд-во БГАУ, 2002. — (Учебники и учебные пособия для высших учебных заведений).
  -  — Уфа : Изд-во Башк. гос. аграр. ун-та, 2003. — 533 с. — (Учебники и учебные пособия для высших учебных заведений).
- Ганиев М. М., Недорезков В. Д., Шарипов Х. Г. Вредители и болезни зерна и зернопродуктов при хранении : учеб. пособие для студентов с.-х. вузов, обучающихся по специальности 260201 Технология хранения и переработки зерна. — Уфа : БГАУ, 2007. — 254 с. — (Учебник и учебное пособие для высших учебных заведений). — (Учебное пособие).
  -  — М. : КолосС, 2009. — 206 с. — (Учебники и учебные пособия для студентов высших учебных заведений). — (Учебник).
- Ганиев М. М., Рьянов Р. З., Кильдиярова Ф. Р. Служба защиты растений в Республике Башкортостан : (становление, развитие и соврем. состояние) : ист. очерк / под ред. проф. М. М. Ганиева. — Уфа : изд-во БГАУ, 2003. — 31 с.
- Ганиев М. М., Сибиряк Л. А. Интегрированная защита полевых культур от вредителей и болезней : (Учеб. пособие). — Уфа ; Ульяновск : УСХИ, 1982. — 74 с.
- Ганиев М. М., Сибиряк Л. А. Интегрированная защита полевых культур при интенсивном их возделывании в Башкирии : (Учеб. пособие) / Ульянов. с.-х. ин-т, Башк. с.-х. ин-т. — Ульяновск : БСХИ, 1989. — 64+3 с.
- Ганиев М. М., Сибиряк Л. А. Организация защиты кормовых и технических культур. — Уфа : Башкирское кн. изд-во, 1988. — 112 с.
- Ганиев М. М., Сибиряк Л. А. Организация защиты зерновых культур. — Уфа : Башк. кн. изд-во, 1985. — 136 с.